# Simon Slåttvik
Simon Kaurin Slåttvik (Strømsnes, 24 juli 1917 - Lillehammer (gemeente), 3 mei 2001) was een Noors wintersporter. 

## Carrière
Slåttvik zijn beste jaren vielen samen met de Tweede Wereldoorlog. Slåttvik was de dertig al gepasseerd toen hij in 1950 de bronzen medaille won tijdens de wereldkampioenschappen Noordse Combinatie. Twee jaar later tijdens de spelen in zijn thuisland won Slåttvik de gouden medaille op de Noordse Combinatie.

## Belangrijkste resultaten

### Langlaufen

#### Olympische Winterspelen
| Editie | Plaats | Resultaten |
| ------ | ------ | ---------- |
| 1952   | Oslo   | 15e 18 km  |

#### Wereldkampioenschappen langlaufen
| Jaar | Plaats | Resultaten |
| ---- | ------ | ---------- |
| 1952 | Oslo   | 15e 18 km  |

### Noordse combinatie

#### Olympische Winterspelen
| Editie | Plaats | Resultaten  |
| ------ | ------ | ----------- |
| 1952   | Oslo   | individueel |

#### Wereldkampioenschappen noordse combinatie
| Jaar | Plaats      | Resultaten     |
| ---- | ----------- | -------------- |
| 1950 | Lake Placid | individueel    |
| 1952 | Oslo        | individueel    |
| 1954 | Falun       | 5e individueel |